# Hugo Achugar
Œuvres principales
La biblioteca en ruinas (1994)
Hugo Achugar, né à Montevideo le 23 janvier 1944, est un écrivain, essayiste, poète, critique littéraire et professeur uruguayen.

## Biographie
Né à Montevideo, en Uruguay. Il a enseigné dans différentes universités au Venezuela, aux États-Unis et en Uruguay.
À Caracas, il a travaillé comme chercheur pour le Centre Rómulo Gallegos d'études latino-américains (CRGEL).
Il est professeur à l'Université de Miami,.

## Œuvres

### Poésie
- El derrumbe (1968)
- Con bigote triste (1971)
- Mi país / mi casa (1973)
- Textos para decir María (1976)
- Seis mariposas tropicales (1986)
- Las mariposas tropicales (1987)
- Todo lo que es sólido se disuelve en el aire (1989)
- Orfeo en el salón de la memoria (1991)
- El cuerpo del Bautista (1996)
- Historias de la vida privada en el Uruguay (1998)
- Hueso quevrado (2006)

### Essai
- Ideologías y estructuras narrativas en José Donoso (1950-1970) (1979)
- Poesía y sociedad (Uruguay, 1880-1911) (1986)
- La balsa de la Medusa (1992)
- La biblioteca en ruinas: reflexiones culturales desde la periferia (1994)
- Escritos sobre arte, cultura y literatura (2003)